# Musikkonservatoriet i Ho Chi Minh-staden
Musikkonservatoriet i Ho Chi Minh-staden är en musikhögskola i Ho Chi Minh-staden, Vietnams största stad. Föregångaren till konservatoriet var en musikhögskola som etablerades 1956. År 1980 blev denna högskola universitet. I dag erbjuder konservatoriet utbildning i europeisk klassisk musik, och i vietnamesisk traditionell musik upp till doktorsnivå. Det är ett av tre konservatorier i Vietnam (de andra två finns i Hue och Hanoi).